# Valle Lomellina
Valle Lomellina is een gemeente in de Italiaanse provincie Pavia (regio Lombardije) en telt 2224 inwoners (31-12-2004). De oppervlakte bedraagt 27,1 km², de bevolkingsdichtheid is 83 inwoners per km².
De volgende frazioni maken deel uit van de gemeente: Bordignana, Cascina d'Allona, Cascina dei Risi.

## Demografie
Valle Lomellina telt ongeveer 950 huishoudens. Het aantal inwoners daalde in de periode 1991-2001 met 2,4% volgens cijfers uit de tienjaarlijkse volkstellingen van ISTAT.
| Jaar | Inwoneraantal |
| ---- | ------------- |
| 1991 | 2284          |
| 2001 | 2229          |

## Geografie
De gemeente ligt op ongeveer 101 m boven zeeniveau.
Valle Lomellina grenst aan de volgende gemeenten: Breme, Candia Lomellina, Cozzo, Sartirana Lomellina, Semiana, Velezzo Lomellina, Zeme.